# Capital Centre
O Capital Centre, conhecido anteriormente como USAir Arena, foi um pavilhão multiusos situado na cidade de Landover, Maryland. Tinha uma capacidade para 19 035 espectadores de basquete e 18 130 de hockey sobre gelo, e foi inaugurado em 1973. Foi a sede de duas equipes profissionais de primeira linha, os Washington Bullets da NBA e os Washington Capitals da NHL. Foi demolido em 2002.

### Concertos e espetáculos
Entre os artistas que se apresentaram no Capital Centre estão: Eagles, Madonna, Peter Gabriel, Elton John, The Who, Bruce Springsteen, Grateful Dead, Bon Jovi, Chuck Berry, Barbra Streisand, Michael Jackson, Little Richard, Kiss, The Cure, Bryan Adams, Metallica, Judas Priest, Dire Straits, Rod Stewart ou Van Halen.